# Allium tuolumnense
Allium tuolumnense — вид трав'янистих рослин родини амарилісові (Amaryllidaceae), ендемік центральної Каліфорнії, США.

## Опис
Цибулини, як правило, одиночні, яйцюваті, 1.3–2 × 1.4–2 см; зовнішні оболонки від темно-червонувато-коричневі, перетинчасті; внутрішні оболонки світло-коричневі. Листки стійкі, в'януть від кінчика в період цвітіння, 1; листові пластини циліндричні, 30–55 см × 2–4 мм. Стеблина стійка, одиночна, прямостійна, циліндрична, 25–50 см × 2–4 мм. Зонтик стійкий, прямостійний, компактний, 20–60-квітковий, півсферичний, цибулинки невідомі. Квіти блюдцеподібні, 6–8 мм; листочки оцвітини розлогі від основи, білі або рожевуваті, широко яйцюваті, ± рівні, краї цілі, верхівки тупі до майже круглих. Пиляки жовті; пилок жовтий. Насіннєвий покрив тьмяний. 2n = 14.
Період цвітіння: березень — травень.

## Поширення
Ендемік центральної Каліфорнії, США.
Населяє серпентинний ґрунт на відкритих схилах пагорбів; під охороною; 400–600 м.